# La rondine
L’Hirondelle
Représentations notables
- 1928, Metropolitan Opera de New York, dirigé par Bellezza (première aux États-Unis)
- 1966, première en Angleterre

Personnages
- Magda de Civry,  (soprano)
- Lisette, sa bonne (soprano)
- Ruggero Lastouc, (ténor)
- Prunier, un poète (ténor)
- Rambaldo Fernandez, protecteur de Magda  (baryton)
- Périchaud, (baryton/basse)
- Gobin (baryton)
- Rabonnier (basse)
- Yvette (soprano)
- Bianca (soprano)
- Suzy (mezzo-soprano)
- Un majordome (basse)
- Une voix (soprano)

La rondine (L’Hirondelle) est un opéra en trois actes de Giacomo Puccini, livret de Giuseppe Adami, d'après un texte allemand d'Alfred Willner et Heinz Reichert, créé à l'Opéra de Monte-Carlo, le 27 mars 1917, avec Tito Schipa dans le rôle de Ruggero.

## Personnages principaux
| Rôle                                    | Type de voix  | Artistes de la première, le 27 mars 1917 (Chef d'orchestre : Gino Marinuzzi) |
| --------------------------------------- | ------------- | ---------------------------------------------------------------------------- |
| Magda de Civry                          | soprano       | Gilda dalla Rizza                                                            |
| Lisette, sa bonne                       | soprano       | Ines Maria Ferraris                                                          |
| Ruggero Lastouc                         | ténor         | Tito Schipa                                                                  |
| Prunier, un poète                       | ténor         | Francesco Dominici                                                           |
| Rambaldo Fernandez, protecteur de Magda | baryton       | Gustave Huberdeau                                                            |
| Périchaud                               | baryton/basse | Libert                                                                       |
| Gobin                                   | ténor         | Charles Delmas                                                               |
| Crébillon                               | baryton/basse | Stéphanie                                                                    |
| Rabonnier                               | baryton       |                                                                              |
| Yvette                                  | soprano       | Suzy Laugée                                                                  |
| Bianca                                  | soprano       | Andrée Moreau                                                                |
| Suzy                                    | mezzo-soprano | Charlotte Mattei                                                             |
| Un majordome                            | basse         | Delestan                                                                     |
| Une voix                                | soprano       |                                                                              |

## Argument
L'action se passe à Paris et sur la Côte d'Azur, sous le Second Empire.

## Acte I
Lors d'une réception au salon de Magda, Prunier déclare que l'amour est dans l'air du soir. Il commence alors à chanter sa dernière composition, que Magda termine (Aria : Chi il bel sogno di Doretta). Elle explique qu'en tant que protégée de Rambaldo, elle n'a jamais connu l'amour véritable. Elle se remémore son enfance, sa tante, et un jeune étudiant qu'elle a brièvement connu et aimé (Aria : Ore dolce e divine). Le jeune homme, Ruggero, entre et est introduit à Rambaldo. Il demande alors où il peut trouver le meilleur endroit de Paris pour passer la soirée. Tous les invités s'accordent à dire que  le bal de Chez Bullier est l'endroit qu'il recherche. Après que les invités sont partis, Prunier revient  discrètement pour emmener Lisette, la bonne, au bal. Puis, sur un coup de tête, Magda se déguise et décide d'aller également chez Bullier.

## Acte II
Chez Bullier, tout le monde chante et danse. Magda rencontre Ruggero, ils dansent et tombent amoureux. Lisette reconnait Magda, mais Prunier lui dit qu'elle se trompe et que le vin lui fait tourner la tête. À table, Lisette avoue qu'elle a emprunté des bijoux et des vêtements de sa maîtresse, Magda. Rambaldo entre, et Magda demande discrètement à Prunier d'éloigner Ruggero de la vue de Rambaldo. Ce dernier demande des explications, Madga lui explique qu'elle a enfin trouvé l'amour et qu'elle veut quitter Rambaldo pour le jeune homme. Rambaldo s'en va, le couple se réunit et chacun avoue son amour pour l'autre.

## Acte III
Magda et Ruggero habitent une maisonnette au bord de la mer. Il ne sait pas comment il va payer les dettes qui s'accumulent, et annonce qu'il a écrit à ses parents pour demander leur accord afin d'épouser Magda. (Aria : Dimmi che vuoi seguirmi). Magda est touchée profondément, mais sait qu'elle ne peut l'épouser en raison de son passé. Prunier et Lisette arrivent. Lisette a eu une carrière d'actrice aussi brève que désastreuse, constamment critiquée par Prunier. Elle supplie alors Magda de bien vouloir la reprendre en tant que bonne, Magda accepte. Prunier lui annonce que Rambaldo veut la regagner et qu'elle ne peut se permettre de continuer à vivre ainsi. Ruggero revient avec l'accord écrit de ses parents, mais Magda lui avoue finalement tout. Comme l'hirondelle, elle retourne auprès de Rambaldo et délaisse Ruggero, dont le cœur est à jamais brisé.

## Historique
L'œuvre, dont on connaît surtout les deux grands airs de Magda « Chi il bel sogno di Doretta » et « Ore dolci e divine », fut commandée par le Carltheater de Vienne, mais ne put y être créée à cause de la Première Guerre mondiale, et peut-être pour cette raison l'œuvre est souvent associée à tort à l'opérette. Bien que l'opéra fût achevé en été 1916, la première eut lieu le 27 mars 1917, à l'Opéra de Monte-Carlo, soit en territoire monégasque et donc neutre, l'Autriche-Hongrie étant à ce moment ennemi de l'Italie. Malgré de bonnes premières critiques et une qualité artistique indéniable, la Rondine est un opéra peu représenté par rapport aux autres chefs-d'œuvre de Puccini.

## Discographie
- 1966 - Anna Moffo, Daniele Barioni, Graziella Sciutti, Piero de Palma, Mario Sereni - RCA Italiana Opera Chorus and Orchestra, Francesco Molinari-Pradelli (dir.), RCA
- 1971 - Jeannette Pilou, Cecilia Fusco, Piero de Palma, Aldo Bottion, Bologna Teatro Comunale Chorus, Francesco Molinari-Pradelli (dir.), Opera d'Oro
- 1981 - Cecilia Gasdia, Alberto Cupido, Alberto Rinaldi, Adelina Scarabelli, Max René Cosotti, Gianluigi Gelmetti (dir.), Fonit Cetra Records
- 1983 - Kiri Te Kanawa, Placido Domingo, David Rendall, Leo Nucci, Mariana Nicolesco, Lillian Watson, Gillian Knight, London Symphony Orchestra, Ambrosian Opera Chorus, Lorin Maazel (dir.), CBS Masterworks
- 1997 - Angela Gheorghiu, Roberto Alagna, William Matteuzzi, Inva Mula, Alberto Rinaldi, Patrizia  Biccire, Patrizia Ciofi, Monica Bacelli, Toby Spence, Enrico Fissore, Antonio Pappano (dir.), EMI Classics
- 2007 - Svetla Vassileva, Maya Dashuk, Fabio Sartori, Emanuele Giannino, Marzio Giossi, Orchestra and Chorus of the Puccini Festival, Alberto Veronesi (dir.), Naxos
- 2012 - Giovanna Di Rocco, Leyla Bersiani, Franco Bonisoll, Manlio Rocchi, Chœur & Orchestre de l'Opéra de Rome, Vincenzo Bellezza (dir.), Myto Historical

## Sources
- Harold Rosenthal, John Warrack, Roland Mancini et Jean-Jacques Rouveroux, Guide de l'opéra, Paris, Fayard, coll. « Les indispensables de la musique », 1995, 968 p. (ISBN 978-2-213-59567-2)
- Gustav Kobbé, Tout l'opéra, de Monterverdi à nos jours, Robert Laffont, coll. « Bouquins »